# 澳洲斑鸭
，是雁形目鸭科的一种鸟类。

## 特征
澳洲斑鸭体重约903.27克，翼长约232.5毫米，嘴峰长约57.9毫米，喙宽度约16.2毫米，喙厚度约16.8毫米，跗蹠长约38.9毫米，尾长约62毫米。澳洲斑鸭是部分迁徙的鸟类，其栖息在开放的湖泊、沼泽等湿地环境中。食性为草食性，主要食物来源是水生植物。

## 分布
澳大利亚东南部和极西南部。